# Freccia Vallone 1959
La Freccia Vallone 1959, ventitreesima edizione della corsa, si svolse il 25 aprile 1959 per un percorso di 218 km. La vittoria fu appannaggio del belga Joseph Hoevenaers, che completò il percorso in 5h58'07" precedendo i connazionali Marcel Janssens e Frans Schoubben.
Al traguardo di Liegi furono 62 i ciclisti, dei 138 partiti da Charleroi, che portarono a termine la competizione.

## Ordine d'arrivo (Top 10)
| Pos. | Corridore         | Squadra           | Tempo    |
| ---- | ----------------- | ----------------- | -------- |
| 1    | Joseph Hoevenaers | Faema-Guerra      | 5h58'07" |
| 2    | Marcel Janssens   | Flandria-Dr. Mann | a 15"    |
| 3    | Frans Schoubben   | Peugeot-BP        | s.t.     |
| 4    | Armand Desmet     | Groene Leeuw      | s.t.     |
| 5    | Gilbert Desmet    | Faema-Guerra      | s.t.     |
| 6    | Agostino Coletto  | Carpano           | a 18"    |
| 7    | Frans De Mulder   | Groene Leeuw      | a 38"    |
| 8    | Léopold Rosseel   | Bertin            | s.t.     |
| 9    | Norbert Kerckhove | Faema-Guerra      | s.t.     |
| 10   | Noël Foré         | Groene Leeuw      | s.t.     |